# Meziříčí (ort i Tjeckien)
Meziříčí är en ort i Tjeckien.   Den ligger i regionen Södra Böhmen, i den centrala delen av landet, 70 km söder om huvudstaden Prag. Meziříčí ligger 458 meter över havet och antalet invånare är 130.
Terrängen runt Meziříčí är lite kuperad.Runt Meziříčí är det ganska glesbefolkat, med 43 invånare per kvadratkilometer. Närmaste större samhälle är Tábor, 6,5 km öster om Meziříčí. Trakten runt Meziříčí består till största delen av jordbruksmark.

## Galleri

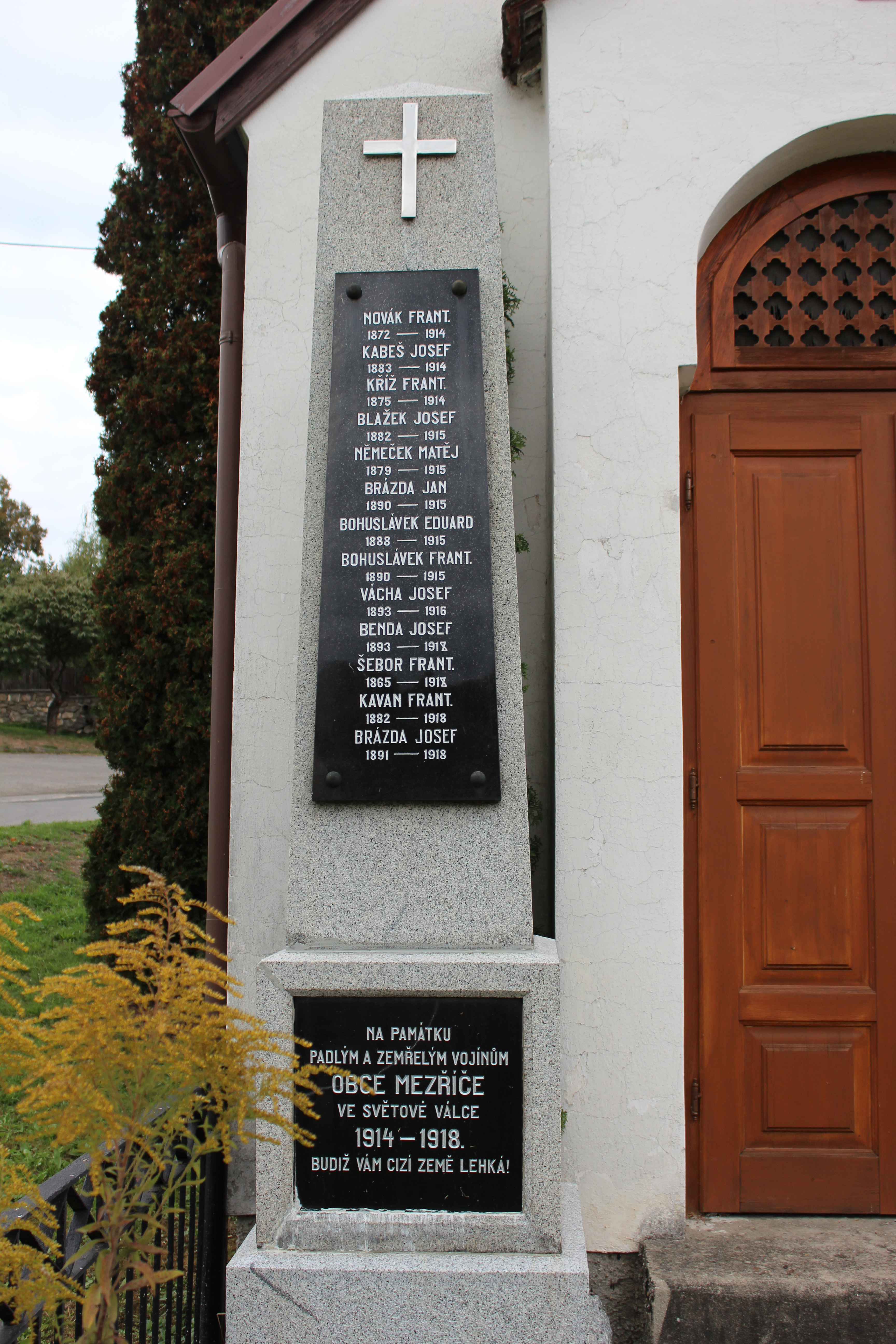
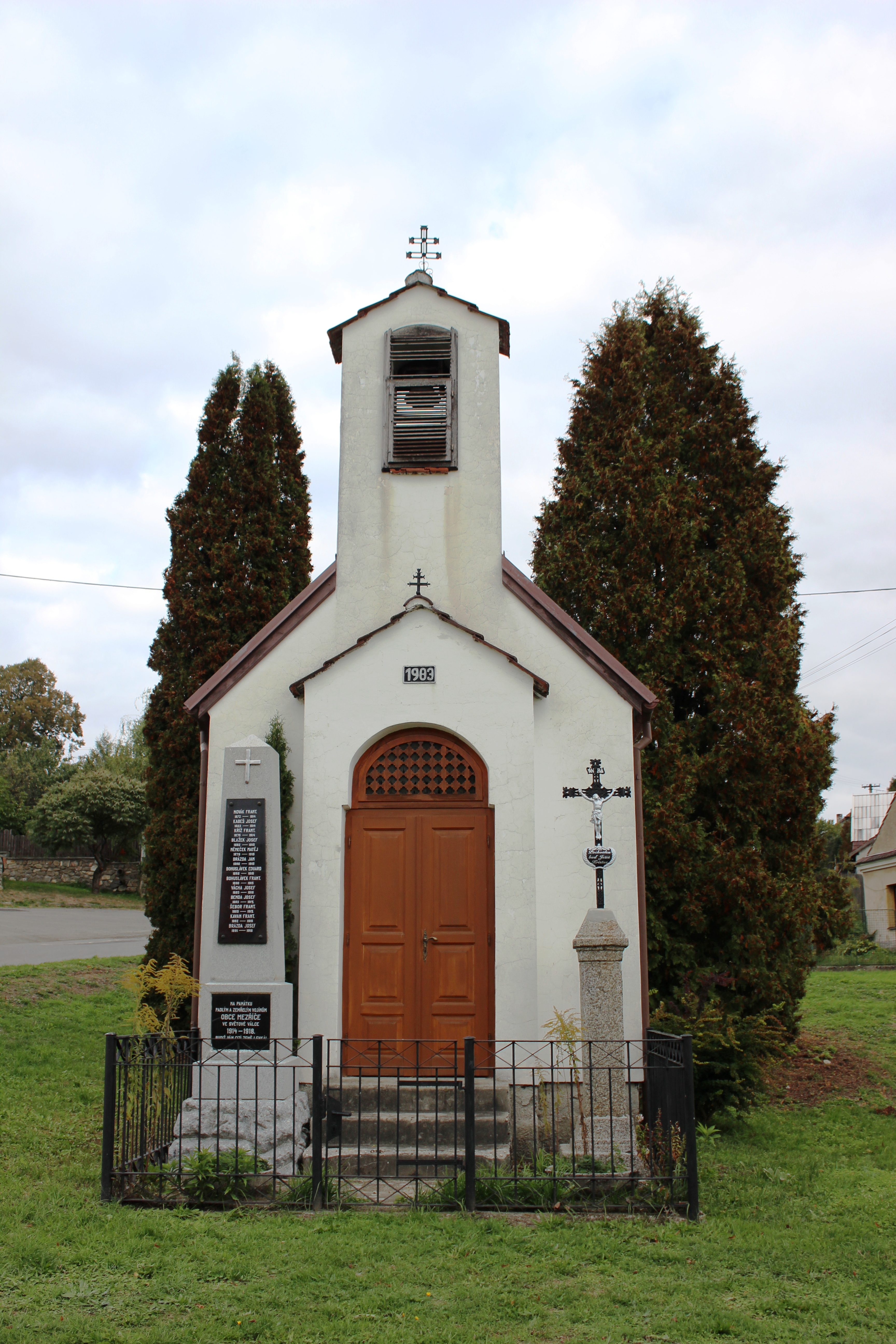
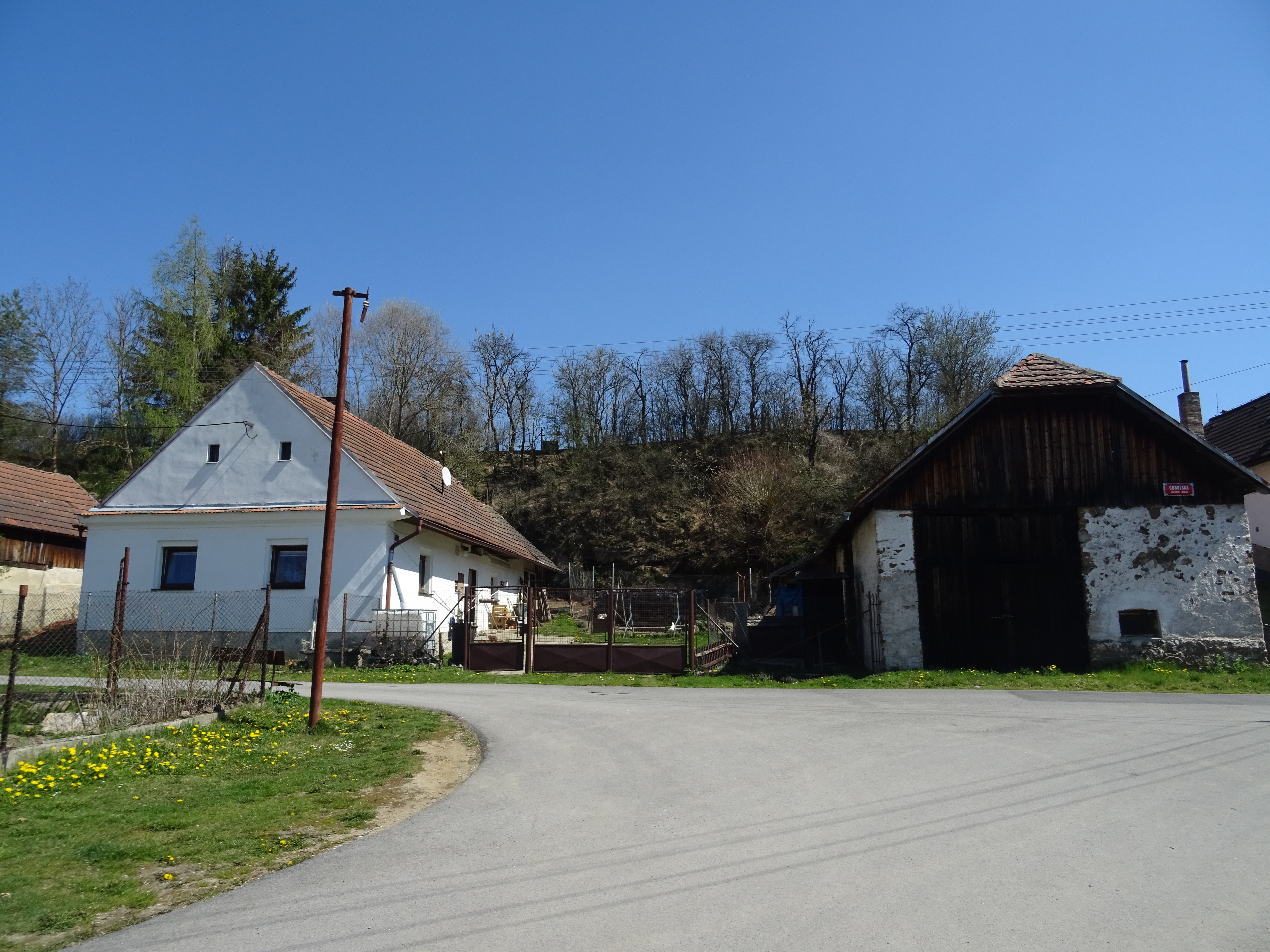